# Grigori Nikolajewitsch Teplow

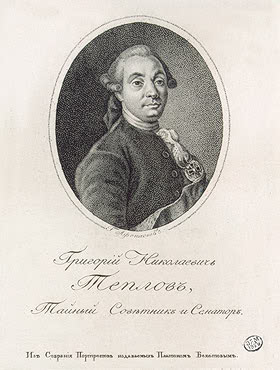
Grigori Teplow

Grigori Nikolajewitsch Teplow (russisch Григорий Николаевич Теплов, wiss. Transliteration Grigorij Nikolaevič Teplov, * 20. Novemberjul. / 1. Dezember 1717greg. in Pskow; † 30. Märzjul. / 10. April 1779greg. in Sankt Petersburg) war ein russischer Staatsbeamter, Schriftsteller, Philosoph und Komponist. Teplow gilt als einer der Haupt-Schüler von Theophan Prokopowitsch.

## Leben
Teplow war Mitglied der Russischen Akademie der Wissenschaften und Sekretär der Zarin Katharina der Großen in Sankt Petersburg. Er wirkte als Unterhändler für den russisch-englischen Wirtschaftsvertrag von 1766 und verfasste zahlreiche Denkschriften über die Liberalisierung des Handels. Daneben verfügte er über eine fundierte musikalische Ausbildung und wirkte auch öffentlich als Sänger, Cembalist und Kapellmeister. 
1759 veröffentlichte er eine Sammlung dreistimmiger Lieder, die mehrfach aufgelegt wurde. Die Kompositionen sind weitgehend frei von national-russischen Einflüssen und orientieren sich an westeuropäischen Werken seiner Zeitgenossen.
1747 wurde er Ehrenmitglied der Russischen Akademie der Wissenschaften in St. Petersburg.